# Der Austauschoffizier
Der Austauschoffizier (Originaltitel: A Matter of Honor) ist die achte Folge der zweiten Staffel der US-amerikanischen Science-Fiction-Fernsehserie Raumschiff Enterprise – Das nächste Jahrhundert. Sie wurde in den Vereinigten Staaten über Syndication vermarktet und erstmals am 6. Februar 1989 auf verschiedenen Fernsehsendern ausgestrahlt. In Deutschland war sie zum ersten Mal am 8. Juni 1991 in einer synchronisierten Fassung im ZDF zu sehen.

## Handlung
Im Jahr 2365 bei Sternzeit 42506.5 fliegt die Enterprise zur Sternenbasis 179. Dort sollen einige Offiziere an Bord kommen, um im Rahmen einen Austauschprogramms für begrenzte Zeit auf der Enterprise zu arbeiten. Unter ihnen befindet sich Fähnrich Mendon, ein Benzite. Fähnrich Wesley Crusher fällt die große Ähnlichkeit mit einem weiteren Benziten namens Mordock auf, den er im vergangenen Jahr kennengelernt hat, und die beiden schließen schnell Freundschaft. Währenddessen informiert Captain Picard seinen ersten Offizier Will Riker, dass auch die verbündeten Klingonen Interesse an dem Austauschprogramm bekundet haben und er nun einen Freiwilligen sucht, der auf einem Klingonenschiff Dienst tut. Riker ist sehr interessiert und meldet sich dafür.
Riker bereitet sich auf seinen neuen Posten vor, macht sich mit der klingonischen Küche vertraut und berät sich mit Sicherheitschef Worf, der selbst Klingone ist. Worf weist ihn darauf hin, dass es auf klingonischen Schiffen Brauch ist, seinen Vorgesetzten zu töten, wenn der Zeichen von Schwäche zeigt. Zum Abschied gibt Worf Riker noch einen Notfalltransponder mit, dann tritt Riker seinen Posten als neuer erster Offizier des klingonischen Bird of Prey Pagh an. Währenddessen erweist sich Mendon als äußerst eifrig und hat Ideen für allerlei Verbesserungen im Betriebsablauf. Schließlich wird seine Aufmerksamkeit jedoch auf eine ungewöhnliche Computeranzeige gelenkt: Er registriert eine Kolonie subatomarer bakterieller Lebensformen auf der Außenhülle der Pagh und beginnt mit einer Analyse.
Riker macht auf der Pagh Bekanntschaft mit Captain Kargan und dem zweiten Offizier Klag. Klag stellt sofort seine Autorität infrage und Riker muss ihn in einem Faustkampf besiegen. Die Pagh bricht nun zu ihrer Mission auf. In der Messe lernt Riker weitere Besatzungsmitglieder kennen und legt schließlich seine Differenzen mit Klag bei.
Auf der Enterprise entdeckt Worf jetzt ebenfalls subatomare Bakterien auf der Außenhülle. Mendon berichtet von seiner früheren Entdeckung. Die anderen Brückenoffiziere sind sehr verwundert, dass er nicht sofort Meldung erstattet hat, wie es Vorschrift sei. Mendon bedauert das Missverständnis, denn bei den Benziten sei es üblich, erst Meldung zu erstatten, sobald man eine vollständige Analyse und eine Problemlösung anzubieten habe. Der zweite Offizier Data findet heraus, dass sich die Bakterien von Komponenten der Schiffshülle ernähren und die Pagh deutlich stärker betroffen sei. Picard befiehlt, dem Klingonenschiff zu folgen. Mendon ist sein Fehlverhalten peinlich, doch Wesley spricht ihm neuen Mut zu und schließlich findet er eine Möglichkeit, die Bakterien mittels eines konzentrierten Neutrinostrahls zu entfernen.
Auf der Pagh wurde der Bakterienbefall inzwischen bemerkt und Kargan stellt Riker zur Rede, denn er glaubt, die Enterprise sei dafür verantwortlich, da Mendons intensiver Scan der befallenen Stelle registriert wurde. Riker kann keine Erklärung anbieten und Kargan lässt die Pagh tarnen, um sich auf einen Kampf mit der Enterprise vorzubereiten. Als die Enterprise sich nähert, fordert Kargan Riker auf, ihre Geheimnisse zu verraten, denn er hat ihm gegenüber einen Loyalitätsschwur geleistet. Riker weigert sich, denn er ist nicht bereit, einen bereits zuvor geleisteten Eid zu brechen. Kargan quittiert das mit Achtung. Wenn Riker die Geheimnisse verraten hätte, hätte Kargan ihn sofort wegen Verrat getötet. Riker will Kargan davon überzeugen, dass die Enterprise nur hier ist, um zu helfen. Doch selbst als ein Funkspruch von der Enterprise eingeht, glaubt Kargan immer noch an ein Komplott und will es auf einen Kampf ankommen lassen. Riker rät ihm, sich bis auf eine Distanz von 40.000 km zu nähern. Er gibt vor, dies sei die ideale Feuerdistanz, doch heimlich aktiviert er den Notfalltransponder und steckt ihn Kargan unbemerkt zu.
Das Signal wird empfangen und als die Distanz erreicht ist, wird Kargan auf die Enterprise gebeamt. Riker übernimmt das Kommando der Pagh und enttarnt das Schiff. Er ruft die Enterprise und fordert sie auf, sich zu ergeben. Picard spielt das Spiel mit. Da der Zwischenfall nun aufgeklärt ist, werden sofort die nötigen Reparaturen eingeleitet und Kargan kann auf die Pagh zurückkehren. Er schlägt Riker zu Boden und fordert Klag auf, ihn umgehend von seinem Schiff zu entfernen.

## Verbindungen zu anderen Star-Trek-Produktionen
Einige Elemente aus dieser Folge wurden in späteren Star-Trek-Produktionen wieder aufgegriffen:
- Verschiedene Spezialitäten der klingonischen Küche wie Blutwein, Gagh und Rokeg-Blutpastete kommen in Der Austauschoffizier erstmals vor.
- Eine Szene aus Der Austauschoffizier wurde in der als Clipshow konzipierten Folge 2.22 (Kraft der Träume) von Raumschiff Enterprise – Das nächste Jahrhundert aus dem Jahr 1989 wiederverwendet.
- Das Austauschprogramm für Offiziere der Sternenflotte und des klingonischen Militärs spielt noch in zwei weiteren Folgen von Raumschiff Enterprise – Das nächste Jahrhundert eine Rolle. In Folge 3.17 (Die Sünden des Vaters) kommt hierdurch ein Klingone an Bord der Enterprise, der sich als Worfs Bruder Kurn herausstellt. In Folge 4.21 (Das Standgericht) kommt ein weiterer Klingone im Rahmen dieses Programms auf die Enterprise.

## Produktion

### Darsteller
Die Hauptfiguren Geordi La Forge (LeVar Burton) und Deanna Troi (Marina Sirtis) haben in dieser Folge keinen Auftritt.
John Putch, Darsteller von Mendon, hatte zuvor bereits den Benziten Mordock in Folge 1.19 (Prüfungen) von Raumschiff Enterprise – Das nächste Jahrhundert gespielt. 1991 spielte er einen Journalisten im Spielfilm Star Trek: Treffen der Generationen.
Christopher Collins, Darsteller von Kargan, spielte auch einen Pakled in Folge 2.17 (Das Herz eines Captains) von Raumschiff Enterprise – Das nächste Jahrhundert und zwei Markalianer in zwei Folgen von Star Trek: Deep Space Nine.
Brian Thompson, Darsteller von Klag, spielte später noch einen Dosi und einen Jem’Hadar in je einer Folge von Star Trek: Deep Space Nine, einen weiteren klingonischen Offizier im Spielfilm Star Trek: Treffen der Generationen und den romulanischen Admiral Valdore in drei Folgen von Star Trek: Enterprise.

### Requisiten
Für das Gagh wurden braune Nudeln verwendet, für die Rokeg-Blutpastete rot gefärbte Rüben in Kürbispastete.

### Schnitt
Das Thema bot derartig viel Material, dass die Folge um etliche Minuten gekürzt werden musste.

## Rezeption
Die Folge wurde 1989 für einen Primetime Emmy Award in der Kategorie „Beste Leistung im Make-up für eine Serie“ nominiert.
Keith DeCandido bewertete Der Austauschoffizier 2011 auf tor.com als eine hervorragende Folge von Raumschiff Enterprise – Das nächste Jahrhundert, die die Grundlagen zukünftige Darstellung der klingonischen Kultur im Star-Trek-Franchise legt. Als einzigen Schwachpunkt nannte DeCandido den klingonischen Captain Kargan, dessen Entscheidung, einen Kampf mit der Enterprise zu suchen, unglaubwürdig wirke.